# Zsolnaberkes
Zsolnaberkes (1899-ig Huorki, szlovákul Hôrky) község Szlovákiában, a Zsolnai kerületben, a Zsolnai járásban.

## Fekvése
Zsolnától 3 km-re nyugatra fekszik.

## Története
A régészeti leletek tanúsága szerint a település területén a korai bronzkorban a lausitzi kultúra népe élt, de találtak itt sírokat a 9. századból is.
A mai települést 1393-ban „Crasnahorka” néven említik először. 1439-ben „Crasnehorky”, 1598-ban „Huorky” volt a neve. A zsolnalitvai váruradalomhoz tartozott, de részben a helyi Horváth család birtokolta. 1598-ban 6 ház állt a faluban. 1720-ban 9 adózója volt, közülük 8 zsellér. 1784-ben 24 házában 27 családban 159 lakos élt.
A 18. század végén Vályi András így ír róla: „HUORKA. Tót falu Trentsén Várm. földes Urai több Urak, lakosai katolikusok, fekszik Bitarován alól, nap kelet felé Zolnához 3/4 mértföldnyire.”
1828-ban 11 háza és 243 lakosa volt. Lakói mezőgazdasággal, erdei munkákkal, fakereskedéssel foglalkoztak.
Fényes Elek 1851-ben kiadott geográfiai szótárában így ír a faluról: „Huorka, tót falu, Trencsén vmegyében, a Vágh jobb partján 96 kath. lak. F. u. többen.”
A trianoni békéig Trencsén vármegye Zsolnai járásához tartozott.

## Népessége
| Év:            | 1994. | 2004.   | 2014.    | 2024.    |
| -------------- | ----- | ------- | -------- | -------- |
| Emberek száma: | 581   | 615     | 722      | 1042     |
| Eltérés:       |       | +5,85 % | +17,39 % | +44,32 % |

| Év:            | 2023. | 2024.   |
| -------------- | ----- | ------- |
| Emberek száma: | 1011  | 1042    |
| Eltérés:       |       | +3,06 % |

1910-ben 190, túlnyomórészt szlovák lakosa volt.
2001-ben 600 lakosából 593 szlovák volt.
2011-ben 686 lakosából 651 szlovák volt.

## Külső hivatkozások
- Hivatalos oldal
- E-obce.sk Archiválva 2009. április 17-i dátummal a Wayback Machine-ben
- Zsolnaberkes Szlovákia térképén
- Községinfó